# نیکلاس اشتارک
نیکلاس اشتارک (متولد ۱۴ آوریل ۱۹۹۵) یک بازیکن فوتبال حرفه‌ای آلمانی است که به‌عنوان مدافع باشگاه باشگاه فوتبال هرتابرلین بازی می‌کند.
در ۱۵ مارس ۲۰۱۹، اشتارک برای نخستین بار توسط یواخیم لوو به تیم ملی آلمان دعوت شد. او اولین بازی خود را در تاریخ ۱۹ نوامبر ۲۰۱۹ در مرحله انتخابی یورو ۲۰۲۰ مقابل ایرلند شمالی انجام داد.

## افتخارات

### بین‌المللی
آلمان
- قهرمانی زیر ۱۹ سال یوفا اروپا: ۲۰۱۴
- قهرمانی زیر ۲۱ سال یوفا اروپا: ۲۰۱۷[۳]

### شخصی
- مدال طلای فریتز والتر سال ۲۰۱۴ (رده زیر ۱۹ سال)
- مسابقات قهرمانی زیر ۱۹ سال اروپا: عضو تیم رؤیایی مسابقات ۲۰۱۴[۴]
- مسابقات قهرمانی زیر ۲۱ سال اروپا: عضو تیم رؤیایی مسابقات ۲۰۱۷[۵]